# 요네자와 레이
요네자와 레이(일본어: 米澤 令衣, 1996년 7월 20일 ~ )는 일본의 축구 선수이다. 현재 J3리그의 가고시마 유나이티드 FC에서 뛰고 있다.

## 구단 경력
그는 2015년부터 J리그의 세레소 오사카, 블라우블리츠 아키타, 레노파 야마구치 FC, 가고시마 유나이티드 FC에서 뛰었다.